# Crassignatha
Genre
Crassignatha est un genre d'araignées aranéomorphes de la famille des Symphytognathidae.

## Distribution
Les espèces de ce genre se rencontrent en Asie de l'Est et en Asie du Sud-Est.

## Liste des espèces
Selon World Spider Catalog (version 22.5, 01/12/2021) :
- Crassignatha baihua Lin & Li, 2020
- Crassignatha bangbie Lin & Li, 2020
- Crassignatha bicorniventris (Lin & Li, 2009)
- Crassignatha bispina (Lin, Pham & Li, 2009)
- Crassignatha changyan Lin & Li, 2020
- Crassignatha danaugirangensis Miller et al., 2014
- Crassignatha dongnai Lin & Li, 2020
- Crassignatha ertou Miller, Griswold & Yin, 2009
- Crassignatha gucheng Lin & Li, 2020
- Crassignatha gudu Miller, Griswold & Yin, 2009
- Crassignatha haeneli Wunderlich, 1995
- Crassignatha kishidai (Shinkai, 2009)
- Crassignatha mengla Lin & Li, 2020
- Crassignatha nantou Lin & Li, 2020
- Crassignatha nasalis Lin & Li, 2020
- Crassignatha pianma Miller, Griswold & Yin, 2009
- Crassignatha quadriventris (Lin & Li, 2009)
- Crassignatha quanqu Miller, Griswold & Yin, 2009
- Crassignatha rostriformis Lin & Li, 2020
- Crassignatha seedam Rivera-Quiroz, Petcharad & Miller, 2021
- Crassignatha seeliam Rivera-Quiroz, Petcharad & Miller, 2021
- Crassignatha shiluensis (Lin & Li, 2009)
- Crassignatha shunani Lin & Li, 2020
- Crassignatha si Lin & Li, 2020
- Crassignatha thamphra Lin & Li, 2020
- Crassignatha xichou Lin & Li, 2020
- Crassignatha yamu Miller, Griswold & Yin, 2009
- Crassignatha yinzhi Miller, Griswold & Yin, 2009

## Publication originale
- Wunderlich, 1995 : « Drei bisher unbekannte Arten und Gattungen der Familie Anapidae (s.l.) aus Süd-Afrika, Brasilien und Malaysia (Arachnida: Araneae). » Beiträge zur Araneologie, vol. 4, p. 543-551.